# 1389
- Wikisource

| Calendário gregoriano                                                        | 1389 MCCCLXXXIX                                      |
| Ab urbe condita                                                              | 2142                                                 |
| Calendário arménio                                                           | 838 – 839                                            |
| Calendário bahá'í                                                            | -455 – -454                                          |
| Calendário budista                                                           | 1933                                                 |
| Calendário chinês                                                            | 4085 – 4086 Início a 28 de janeiro (aproximadamente) |
| Calendário copta                                                             | 1105 – 1106                                          |
| Calendário etíope                                                            | 1381 – 1382                                          |
| Calendários hindus - Vikram Samvat - Calendário nacional indiano - Cáli Iuga | 1444 – 1445 1310 – 1311 4489 – 4490                  |
| Calendário Holoceno                                                          | 11389                                                |
| Calendário islâmico                                                          | 791 – 792                                            |
| Calendário judaico                                                           | 5149 – 5150                                          |
| Calendário persa                                                             | 767 – 768                                            |
| Calendário rúnico                                                            | 1639                                                 |
| Calendário solar tailandês                                                   | 1932                                                 |

1389 (MCCCLXXXIX, na numeração romana) foi um ano comum do século XIV do Calendário Juliano, da Era de Cristo, a sua letra dominical foi C (52 semanas), teve início a uma sexta-feira e terminou também a uma sexta-feira. No reino de Portugal estava em vigor a Era de César que já contava 1427 anos.
| Ano completo                       |
| ---------------------------------- |
| Ano comum com início à sexta-feira |

## Eventos
- 29 de Novembro - Tratado de Monção, celebradas tréguas entre João I de Castela e João I de Portugal.
- Pierre d'Arcis, arcebispo de Troyes, denuncia o Sudário de Turim como uma falsificação pintada por um artista talentoso, numa carta ao antipapa Clemente VII.
- Tem início a guerra entre Toquetamis, cã da Horda de Ouro, e Tamerlão.

## Nascimentos
- 20 de junho - João de Lencastre, Duque de Bedford.
- 9 de novembro - Isabel de Valois, Consorte do rei Ricardo II de Inglaterra (m. 1409).

## Mortes
- 15 de Outubro - Papa Urbano VI, após cair da sua mula.